# Thalpophila albisignata
Thalpophila albisignata är en fjärilsart som beskrevs av Barend J. Lempke 1965. Thalpophila albisignata ingår i släktet Thalpophila och familjen nattflyn. Inga underarter finns listade i Catalogue of Life.